# Juillet 1799

## Événements

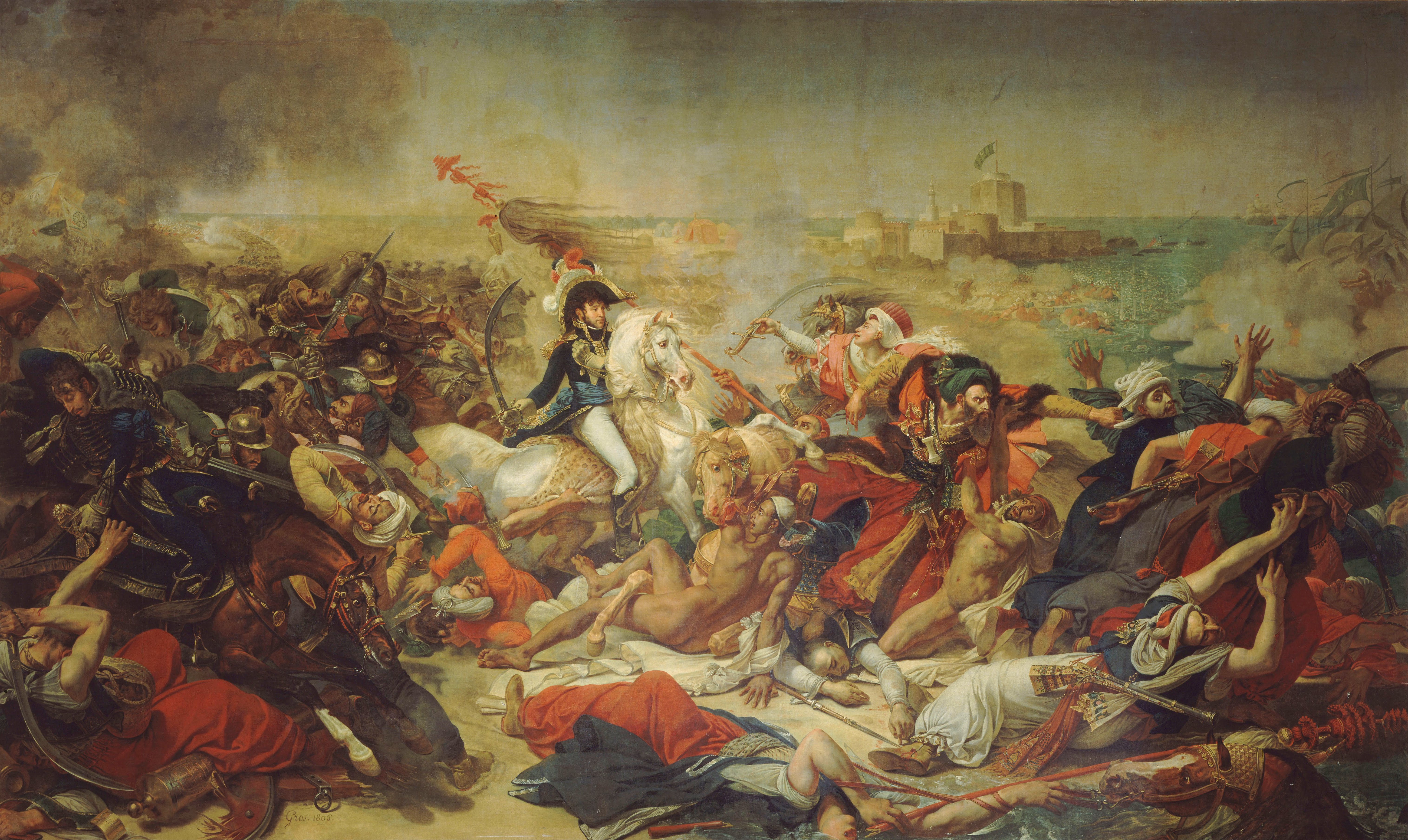
25 juillet : bataille d'Aboukir, toile d'Antoine-Jean Gros, 1806

- Combination Act. Les associations d’ouvriers sont interdites au Royaume-Uni ; leur constitution est passible de la loi pénale[1].

- 7 juillet :
  - La Compagnie de fourrure russo-américaine, qui a obtenu le monopole sur le commerce d’Alaska, établit un comptoir à Sitka[2].
  - Inde : le chef de faction sikhe Ranjit Singh profite de la décadence du pouvoir afghan pour prendre Lahore[3]. Il établit un royaume Sikh au nord-ouest de l'Inde.
  - Florence est occupée par les insurgés de l'armée arétine de Viva Maria conduite par Lorenzo Mari[4].

- 12 juillet, France (24 messidor an VII) : loi des otages : des otages seront choisis dans chaque département pour répondre des rébellions ; des parents d'émigrés ou de rebelles sont déportés en réponse à l'assassinat d'un fonctionnaire, d'un militaire ou d'un acquéreur de biens nationaux).

- 14 juillet, France (26 Messidor an VII) : pour l'anniversaire de la prise de la Bastille, le général Jourdan porte un toast « à la résurrection des piques ».

- 16 juillet, Cumaná : début des explorations sud-américaines de Alexander von Humboldt (fin en 1804)[5].

- 19 juillet : découverte de la pierre de Rosette[6].

- 18 juillet : bataille d'Aboukir.

- 24 juillet : combat de la Pihorais.

- 24 au 25 juillet : combat de Dompierre-du-Chemin.

- 27 juillet :
  - France (9 thermidor an VII) : emprunt obligatoire sur les riches.
  - Paul Ier de Russie déclare la guerre à l’Espagne[7].

## Naissances
- 19 juillet : Comtesse de Ségur (Sophie Rostopchine), romancière française († 1874).
- 25 juillet : David Douglas (mort en 1834), botaniste américain.

## Décès
- 6 juillet : Nicolas-François Rougnon (né en 1727), médecin français. Il a décrit en 1768 l'angine de poitrine[8].
- 21 juillet : Dominique Chaix (né en 1730), botaniste et prêtre français.
- 22 juillet : Jean-Jacques Filassier (né en 1745), agronome et homme politique français.